# Balogh Albin
galánthai Balogh Albin Lajos (Kassa, 1887. május 20. – Budapest, 1958. március 17.) történész, régész, bencés szerzetes, római katolikus pap.

## Élete
1903-ban lépett be a bencés rend tagjai közé. 1910-ben a Budapesti Tudományegyetemen bölcsészdoktori oklevelet szerzett, és még ugyanebben az évben pappá szentelték. Ettől kezdve egy éven át a győri Czuczor Gergelyről elnevezett bencés gimnázium, majd 1911-től 1915-ig a pannonhalmi bencés hittudományi főiskola, 1915-től 1930-ig pedig a esztergomi Szent István bencés gimnázium tanára volt. Eközben 1928 és 1929 között a Szent István Akadémia tagja. 1930-ban a pápai Szent Mór és az esztergomi bencés gimnázium igazgatójává nevezték ki, ezzel együtt mindkét ottani rendház főnöke is lett. Pápán betöltött tisztségét három, esztergomi állását pedig tizenkét éven át viselte. 1942-től a katolikus középiskolák országos főfelügyelője is lett, ebben a minőségében hat évig tevékenykedett. Ezt követően nyugalmazott lelkész volt Budapesten, a rómaifürdői plébánián tíz éven át. Történészként magyar történelemmel, katolikus egyháztörténettel, helytörténettel és régészeti kérdésekkel is foglalkozott. 1933 és 1942 között az Esztergomvidéki Régészeti és Történeti Társaság Múzeum igazgatója volt, mint ilyen, országos hírűvé tette múzeumát. Több középiskolának is írt történelmi tankönyvet.

## Főbb művei
- A magyar pénz az Árpádok idején (Budapest, 1912)
- Pannonhalma a múltban és napjainkban (Ungvár, 1913)
- Ország és nyelv (határok és nemzetiségek) a magyar történelemben (Budapest, 1928)
- Hazánk történelme (Budapest, 1930)
- Szent Imre herceg (Esztergom, 1930)
- Pannónia őskereszténysége I. Történeti rész (Budapest, 1932)
- Quirinus vértanú püspök (Rákospalota, 1935)
- Szent István egyházi kapcsolatai Csehországgal, Németországgal, Franciaországgal és Belgiummal (Budapest, 1938)
- Mindennapi élet Szent István korában (Budapest, 1938)
- Szent István király, a honalapító (Budapest, 1946)